# Wopke Hoekstra
Wopke Bastiaan Hoekstra (Ede, 1975. szeptember 30. –) holland politikus, 2022. január 10. és 2023. szeptember 1. között Hollandia második miniszterelnök-helyettese és külügyminiszter a negyedik Rutte-kormányban.
Hoekstra egyben a Kereszténydemokrata Tömörülés vezetője is volt 2020-től 2023-ig.

## Élete
Az edei Bennekom városnegyedben született, 1994-től jogot tanult a Leideni Egyetemen, majd 2001-ben szerzett  jogi mesterdiplomát. Ezen az egyetemen egy évig történelmet is tanult, mely során 1997-ben propedeutikus diplomát kapott. Leideni diákévei alatt a Minerva testvériség elnöke volt. 2000-ben Rómában tanult jogot és nemzetközi politikát, majd 2005-ben MBA-fokozatot szerzett az INSEAD-en Fontainebleau-ban és Szingapúrban.
Mielőtt csatlakozott a kormányhoz, Hoekstra a McKinsey tanácsadó cég partnere és az amszterdami Nemzeti Tengerészeti Múzeum felügyelőbizottságának elnöke volt. 2006-ig a Shellnél dolgozott Berlinben, Hamburgban és Rotterdamban.
2011-ben beválasztották a Szenátusba. 2017 és 2022 között pénzügy-, majd külügymininiszterként és miniszterelnökhelyettesként dolgozott. 